# Pimicikamak
Les Pimicikamak sont un peuple cri au Canada. Leur territoire traditionnel, qui se nomme également Pimicikamak, s'étend autour du lac Sipiwesk à environ 500 km au nord de Winnipeg au Manitoba.

## Communautés
La plus grande communauté des Pimicikamak est Cross Lake (en).